# Premis del Sindicat Nacional de l'Espectacle de 1960
Els vintens Premis Nacionals de Cinematografia concedits pel Sindicat Nacional de l'Espectacle corresponents a 1960 es van concedir el 30 de gener de 1961. En aquesta edició els premis econòmics foren per 5 pel·lícules i 875.000 pessetes, i un total de 265.000 pessetes als premis al millor director, guió, actor i actriu principal, actor i actriu secundaris, fotografia, decorats i música.

## Guardonats de 1960
| Categoria                | Premi       | Pel·lícula premiada                               | Director                     |
| ------------------------ | ----------- | ------------------------------------------------- | ---------------------------- |
| Premi especial           | 250.000 pts | La paz empieza nunca                              | León Klimovsky               |
| 1r premi                 | 250.000 pts | El príncipe encadenado                            | Luis Lucia Mingarro          |
| 2n premi                 | 150.000 pts | María, matrícula de Bilbao                        | Ladislao Vajda               |
| 3r premi                 | 125.000 pts | Verd madur                                        | Rafael Gil Álvarez           |
| 4t premi                 | 100.000 pts | Sólo para hombres                                 | Fernando Fernán Gómez        |
| Millor director          | 45.000 pts  | Rafael Gil Álvarez                                | Verd madur                   |
| Millor guió              | 45.000 pts  | José María Forqué, Pedro Masó, Antonio Vich Pérez | 091, policía al habla        |
| Millor actriu            | 30.000 pts  | Marujita Díaz                                     | Pelusa                       |
| Millor actor             | 30.000 pts  | Tony Leblanc                                      | Don Lucio y el hermano Pío   |
| Millor actriu principal  | 25.000 pts  | Julia Caba Alba                                   | Maribel y la extraña familia |
| Millor actor principal   | 25.000 pts  | Enrique Diosdado                                  | A las cinco de la tarde      |
| Millor actriu secundària | 20.000 pts  | Margarita Lozano                                  | Un ángel tuvo la culpa       |
| Millor actor secundari   | 20.000 pts  | José Sepúlveda                                    | per la seva obra             |
| Millor fotografia        | 25.000 pts  | Alejandro Ulloa                                   | El príncipe encadenado       |
| Millors decorats         | 20.000 pts  | Ramiro Gómez                                      | Els últims dies de Pompeia   |
| Millors música           | 20.000 pts  | Manuel Parada                                     | Mi calle                     |
| 1a Menció honorífica     | -           | Josep Maria Argemí                                | Gaudí                        |
| 2a Menció honorífica     | -           | Marisol                                           | Un rayo de luz               |